# Центр группы

Таблица Кэли Dih_{4}
Центром является {0,7} — строка, начинающаяся с 7 является транспонированием столбца, начинающегося с 7, и элементы строки и столбца симметричны относительно диагонали. (Только для нейтрального элемента это возможно во всех группах.)

Центр группы в теории групп — множество всех таких элементов данной группы, которые коммутируют со всеми её элементами:
{\displaystyle Z(G)=\{z\in G\mid \forall g\in G,\,zg=gz\}}.
Группа {\displaystyle G} является абелевой в том и только в том случае, когда она совпадает со своим центром: {\displaystyle G=Z(G)}; в этом смысле центр группы может быть рассмотрен как мера её «абелевости» (коммутативности).
Говорят, что группа не имеет центра, если центр группы тривиален, то есть состоит только из нейтрального элемента. Элементы центра иногда называют центральными элементами группы.

## Свойства
Центр группы является её подгруппой, причем нормальной. Кроме того, эта подгруппа является характеристической, однако не обязательно вполне характеристической.
Если факторгруппа {\displaystyle G/Z(G)} является циклической, то {\displaystyle G} является абелевой. В этом случае выполняется равенство {\displaystyle G=Z(G)}, поэтому факторгруппа {\displaystyle G/Z(G)} тривиальна.

## Классы сопряжённости и централизаторы
По определению, центр группы — это множество элементов, для которых классом сопряжённости каждого элемента является сам элемент.
Центр является также пересечением всех централизаторов всех элементов группы G.

## Внутренние автоморфизмы
Функция {\displaystyle f:G\to \operatorname {Aut} (G)}, сопоставляющая элементу {\displaystyle g\in G} внутренний автоморфизм {\displaystyle \phi _{g}}, заданный формулой
{\displaystyle \phi _{g}(h)=ghg^{-1}},
является гомоморфизмом. Его ядро совпадает с центром группы {\displaystyle G}, а образ — с группой {\displaystyle {\rm {Inn}}(G)} внутренних автоморфизмов. Таким образом, согласно первой теореме об изоморфизме, факторгруппа группы {\displaystyle G} по её центру изоморфна группе её внутренних автоморфизмов:
{\displaystyle G/Z(G)\cong {\rm {Inn}}(G)}.
Коядро гомоморфизма {\displaystyle f} совпадает с группой {\displaystyle \operatorname {Out} (G)} внешних автоморфизмов группы {\displaystyle G}. Таким образом, имеет место точная последовательность:
{\displaystyle 1\to Z(G)\to G\to \operatorname {Aut} (G)\to \operatorname {Out} (G)\to 1}.

## Примеры
- Центр абелевой группы совпадает с самой группой.
- Центром группы Гейзенберга G являются матрицы вида

{\displaystyle {\begin{pmatrix}1&0&z\\0&1&0\\0&0&1\\\end{pmatrix}}}
- Центр неабелевой простой группы тривиален.
- Центр диэдральной группы {\displaystyle D_{n}} тривиален при нечётном {\displaystyle n}. Если {\displaystyle n} чётно, центр состоит из нейтрального элемента и вращения многоугольника на 180°.
- Центр группы кватернионов {\displaystyle Q_{8}=\{1,-1,i,-i,j,-j,k,-k\}} — это {\displaystyle \{1,-1\}}.
- Центр симметрической группы {\displaystyle S_{n}} тривиален при {\displaystyle n\geq 3}.
- Центр знакопеременной группы {\displaystyle A_{n}} тривиален при {\displaystyle n\geq 4}.
- Центр полной линейной группы {\displaystyle {\mbox{GL}}_{n}(F)} — это множество скалярных матриц {\displaystyle \{sI_{n}|s\in F\setminus \{0\}\}}.
- Центром ортогональной группы {\displaystyle O(n,F)} является {\displaystyle \{I_{n},-I_{n}\}}.
- Центром мультипликативной группы ненулевых кватернионов является мультипликативная группа ненулевых вещественных чисел.
- Используя классовое уравнение[англ.] можно показать, что центр любой нетривиальной конечной p-группы нетривиален.

## Центральные ряды
Факторизация по центрам групп порождает последовательность групп, которая называется верхним центральным рядом:
{\displaystyle G_{0}=G\to G_{1}=G_{0}/Z(G_{0})\to G_{2}=G_{1}/Z(G_{1})\to \cdots }
Ядро отображения {\displaystyle G\to G_{i}} — это {\displaystyle i}-й центр группы G (второй центр, третий центр, и так далее), и они обозначаются {\displaystyle Z^{i}(G)}. Конкретно, {\displaystyle (i+1)}-й центр — это элементы, которые коммутируют со всеми элементами i-го центра. При этом можно определить нулевой центр группы как подгруппу из единицы. Верхний центральный ряд можно продолжить на трансфинитные числа с помощью трансфинитной индукции. Объединение всех центров ряда называется гиперцентром.
Возрастающая последовательность подгрупп:
{\displaystyle 1\leq Z(G)\leq Z^{2}(G)\leq \cdots }
стабилизируется на {\displaystyle i} (что означает, {\displaystyle Z^{i}(G)=Z^{i+1}(G)}) тогда и только тогда, когда {\displaystyle G_{i}} не имеет центра.
Например, для группы без центра все члены центрального ряда тривиальны. Или, что то же самое, {\displaystyle Z^{0}(G)=Z^{1}(G)}

### Лемма Грюна
Если центры группы {\displaystyle G} и факторгруппы {\displaystyle G/Z(G)} нетривиальны, то существует нетривиальный гомоморфизм {\displaystyle G\to Z(G)}.
В частности, если группа {\displaystyle G} является каиновой, то центр группы {\displaystyle G/Z(G)} тривиален. Или, что то же самое, {\displaystyle Z^{1}(G)=Z^{2}(G)}.